# Euplecterga norstelcha
Euplecterga norstelcha är en skalbaggsart som beskrevs av Albert A. Grigarick och Schuster 1976. Euplecterga norstelcha ingår i släktet Euplecterga och familjen kortvingar. Inga underarter finns listade i Catalogue of Life.